# Pedra do Índio (Niterói)
Pedra do Índio é um monumento de formação rochosa que se localiza na Praia de Icaraí, do município de Niterói, estado do Rio de Janeiro. A pedra é um ponto ótimo para pescadores locais e apreciadores da praia e do resto da Baía de Guanabara.
O pôr do sol visto da Pedra do Índio é de extrema beleza, provada pelo representante da ONU que fez visita em Niterói no ano de 2007, para conhecer projetos e visualizar o chamado "fenomeno Cidade Simpatia", como chamado o rápido crescimento de Niterói, até alcançar o ápice de cidade com terceiro melhor IDH do Brasil.

## Fatos Históricos
Quando Arariboia derrotou os franceses e recebeu de Estácio de Sá direito de escolha para qualquer região da Guanabara como recompensa da vitória, o cacique dos tupis logo apontou para as "águas escondidas" (em tupi: Niterói). Ao entrar na pequena baía que forma a orla Boa Viagem-Jurujuba, Araribóia avistou a pedra e achou obra de Tupã uma formação rochosa baseada em sua face.
Outros fatos históricos, como as imaginações vindas de cada cultura ou então comentários feitos por pessoas importantes, fazem da Pedra do Índio um verdadeiro fenômeno natural e social. Essa escultura rochosa representa um marco da identidade cultural da cidade, associado permanentemente ao passado indígena de Niterói. Foi tombado em 1985 pelo Instituto Estadual do Patrimônio Cultural.